# Citadela
Citadela je pojam koji označava najsnažnije utvrđeni, obično središnji dio utvrde, uporišta. Prostor smješten unutar grada, a opet izdvojen. Pojam je u ranom novom vijeku izveden iz talijanskog cittadella, što znači "mali grad".
Citadela je često bila smještena unutar ili na rubu grada i najčešće je činila zadnje jezgro obrane u jednoj tvrđavi. Citadele iz ranog novog vijeka u pravilu su u tlocrtu imale pravilan mnogokut.
Simbolično značenje riječi citadela je gotovo identično u svim civilizacijama, kulturama i religijama i predstavlja dušu, naime ono što čovjeka čini dijelom Božanskog.
Tako J. Chevalier i A. Gheerbrant u Rječniku simbola za pojam utvrde kažu da je općenito simbol čovjekova unutrašnjeg skloništa, pećine srca i povlaštenog mjesta komunikacije između duše i božanstva ili apsolutnog...
U psalmima... naša je utvrda Bog Jakovljev (46); A ja ću opjevati silu tvoju i klicat ću jutarnjem milosrđu tvome, jer mi ti postade utočište, i sklonište u dan nevolje. Jakosti moja, tebi ću pjevati, jer ti si, Bože, zaštita moja. Bog moj, milosrđe moje (59, 17-18). Tko će me dovesti do utvrđena grada? (60, 11)